# Heather Stanning

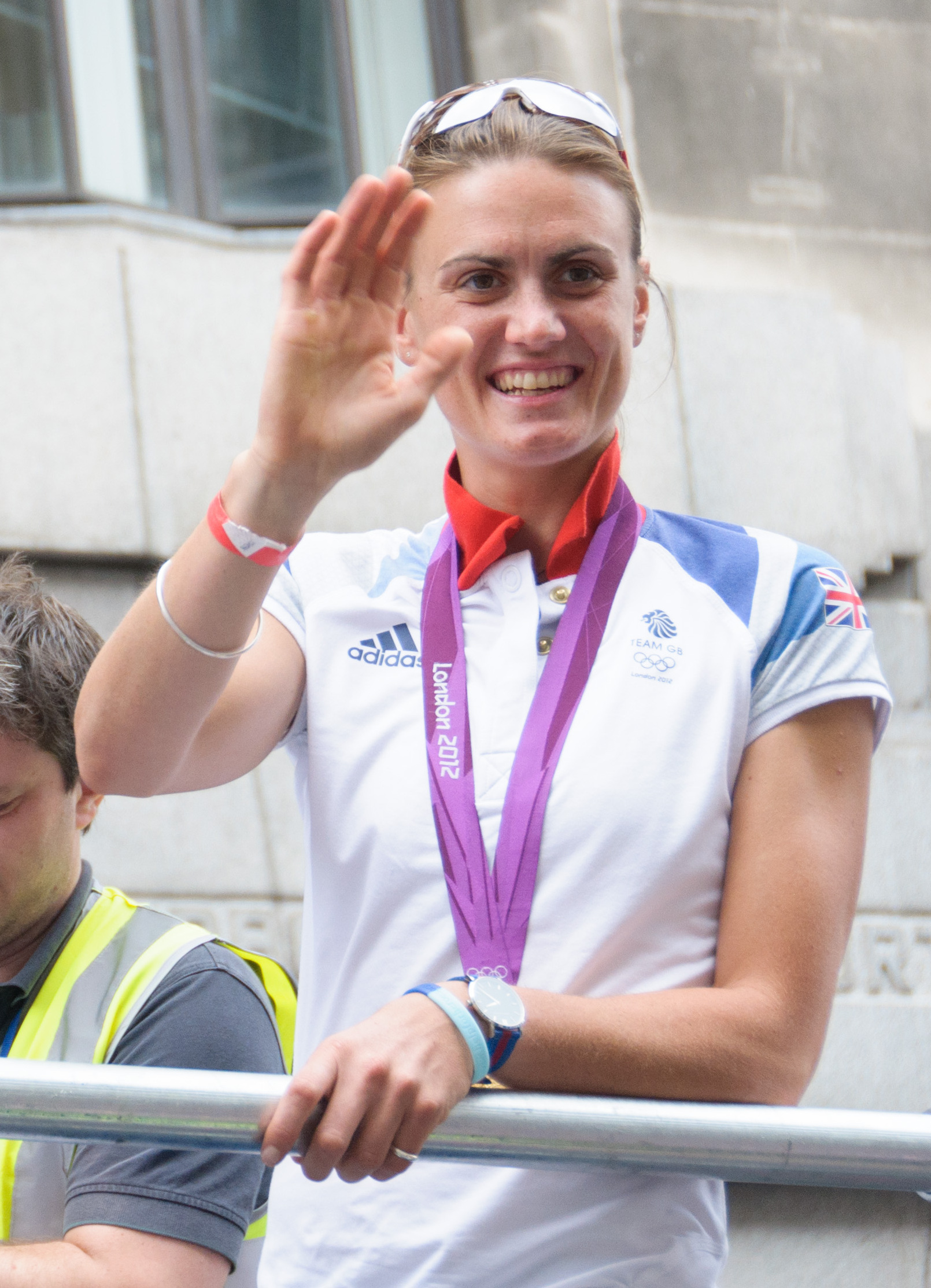
Heather Stanning mit der olympischen Goldmedaille 2012

Heather Mary Stanning, OBE (* 26. Januar 1985 in Yeovil, Somerset) ist eine ehemalige britische Ruderin. Sie war Olympiasiegerin 2012 und 2016 im Zweier ohne Steuerfrau.

## Werdegang
Stanning wuchs als Tochter von Angehörigen der British Navy in Schottland auf. Sie selbst gehört der Royal Artillery an, die sie 2010 für das Training in Hinblick auf die Olympischen Spiele 2012 freistellte.
Zusammen mit Olivia Whitlam gewann Stanning 2007 bei den U23-Weltmeisterschaften. 2009 erreichte Stanning bei den Europameisterschaften den siebten Platz im Achter. Seit 2010 startet sie zusammen mit Helen Glover im Zweier ohne. In der Weltcupsaison 2010 erreichten die beiden als bestes Ergebnis den fünften Platz in München, bei den Ruder-Weltmeisterschaften 2010 in Neuseeland gewannen die beiden die Silbermedaille hinter den Neuseeländerinnen Rebecca Scown und Juliette Haigh. 2011 siegten Glover und Stanning bei den Weltcupregatten in München und Luzern, bei den Ruder-Weltmeisterschaften 2011 in Bled erhielten sie erneut Silber hinter Scown und Haigh.
2012 erreichten Glover und Stanning in allen drei Weltcupregatten als Erste das Ziel und auch im olympischen Finale vor heimischem Publikum siegten sie vor den Booten aus Australien und Neuseeland. Sie gewannen damit die erste Goldmedaille für das britische Team bei den Olympischen Spielen in London und die erste olympische Goldmedaille für britische Ruderinnen überhaupt.
Nach den Olympischen Spielen 2012 pausierte Stanning 2013. 2014 kehrte sie zurück in den Zweier. Stanning und Glover gewannen den Titel bei den Weltmeisterschaften 2014 in Amsterdam und im Jahr darauf auch bei den Europameisterschaften 2015 in Posen und bei den Weltmeisterschaften 2015 auf dem Lac d’Aiguebelette. In die Olympiasaison 2016 starteten Glover und Stanning mit einem Sieg bei den Europameisterschaften in Brandenburg an der Havel. Auch bei den Olympischen Spielen 2016 in Rio de Janeiro setzten die beiden ihre Siegesserie fort und gewannen ihre zweite olympische Goldmedaille.
Zum Jahresende 2012 wurde Heather Stanning zum Mitglied des Order of the British Empire ernannt.